# Sébastien Ripari
 (mars 2021).
Sébastien Ripari (né en 1969 à Genève) est un expert et conseil en gastronomie, chroniqueur, journaliste et conférencier de nationalité suisse.

## Biographie
Sébastien Ripari naît à Genève, en Suisse, d'une famille originaire de Gruyères (Fribourg). Il grandit à Genève et y fait un apprentissage d'électromécanicien, puis suit le Cours Florent à Paris en 1992, dans la même volée que Gad Elmaleh.
Il travaille avec les plus grands chefs français et internationaux comme Alain Ducasse, Joel Robuchon, Marc Haeberlin, Alexandre Mazzia, René Redzepi, Alex Atala, Christophe Hay. Il a travaillé pour de nombreux guides gastronomiques en France et à l’étranger comme le Gault  et Millau.
Il a publié différents livres comme L'ami des Chefs, en 2020, aux éditions HarperCollins, Et si l'on parlait un peu de la vie avec Jean Dorst de l'Institut de France, préfacé par Yves Coppens, en 1999, La liste des listes : Des trois petits cochons aux mille et une nuits en 2006.

## Expert gastronomique
En 2010, création du concept des "trios gastronomiques" en associant un chef étoilé, un barman et un Dj.
En 2012, il fonde avec le chef Thierry Marx "Street Food en Mouvement", dont le but est de promouvoir cette nouvelle forme de consommation culinaire en travaillant avec les pouvoirs publics.
Il est le fondateur et président du Bureau d'Étude Gastronomique.
En janvier 2020, il fonde Chefs4thePlanet, une association internationale (loi 1901) pour le développement d'une gastronomie mondiale responsable qui intègre de très nombreux grands noms de la cuisine.
En 2021, il co-crée le Festival Gastronomique d’Agen Qu’est-ce qu’on mange,. En 2015, il participe à la création du Festival MAD Montpellier (Méditerranée à déguster) avec plus de 70 chefs invités.

## Journaliste, chroniqueur
En 2024 il crée un guide gastronomique bilingue avec la ville de Genève le "Geneva Food Guide by Sébastien Ripari" qui regroupe ses 60 meilleures adresses sélectionnées,,.

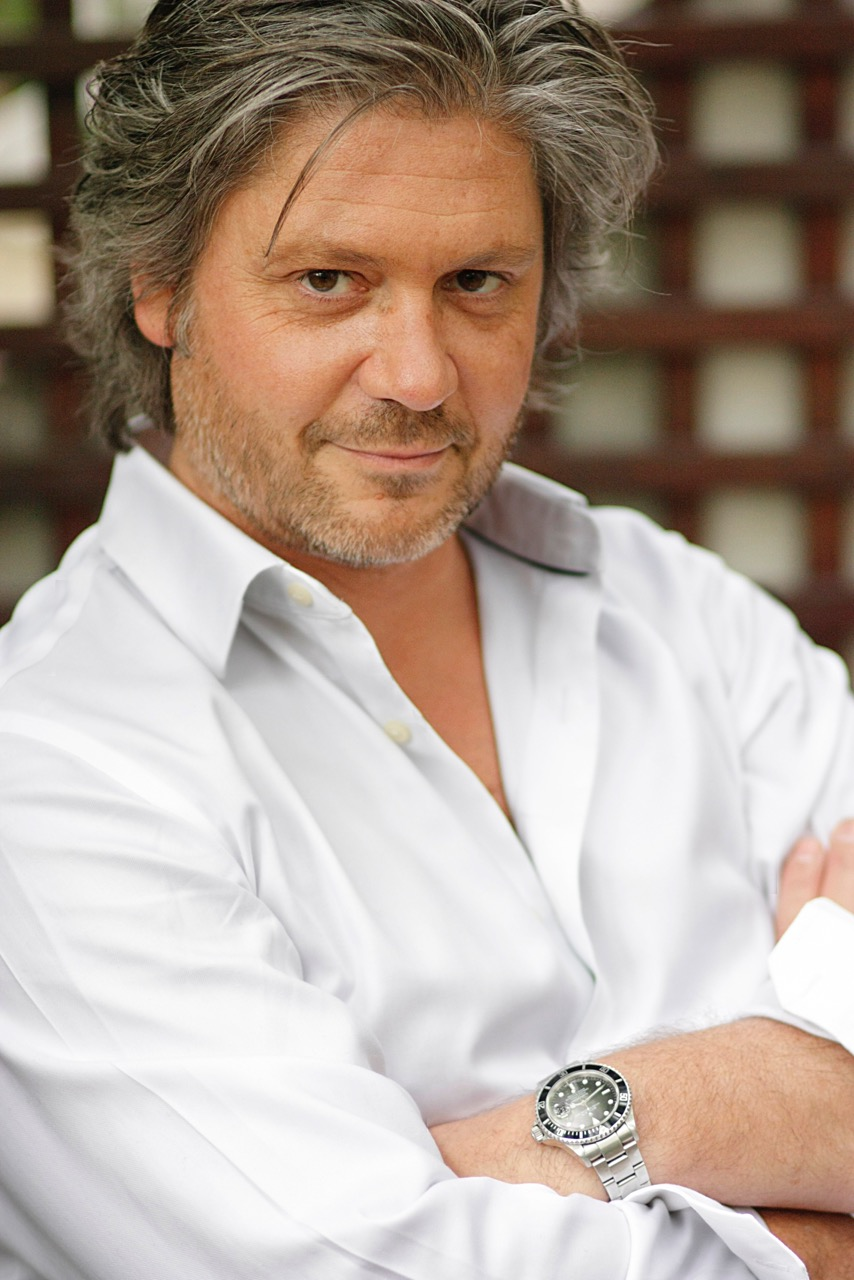

## Publications
- Et si on parlait de la vie ? - Propos d'un naturaliste, avec Jean Dorst, Maisonneuve et Larose, 1999.
- Genevadown, Publibook, 2004.
- La Liste des listes : Des trois petits cochons aux mille et une nuits, Gallimard/Éditions Alternatives, 2006.
- L'ami des chefs, Paris, HarperCollins France, novembre 2020, 218 p. (ISBN 9791033906377)[18].